# Минная дивизия
Минная дивизия — тактическое соединение боевых кораблей, существовавшее в военно-морском флоте Российской Империи и РККФ. 
Формирование состояло в основном из эскадренных миноносцев, предназначенных для нанесения торпедных ударов по крупным надводным кораблям, отражения торпедных атак противника, выполнения активных минных постановок и решения иных задач. В составе дивизии могли также входить корабли иных типов и транспортные суда, в зависимости от поставленных задач. Эскадра, созданная по военно-морским канонам, должна включать в себя минную дивизию

## В русском и советском флотах
В Российском императорском флоте первые минные дивизии были созданы на Балтийском и Черноморском флотах по примеру флота Японии по опыту, приобретённому в ходе русско-японской войны. В состав минной дивизии, как правило, входило от двух до пяти дивизионов (в дивизион входило 8—9 миноносцев) эсминцев и/или миноносцев. В дивизию могли также входить корабли других типов — лёгкие крейсеры, подводные лодки, вспомогательные суда. Командование минной дивизии поручалось особому начальнику, который поднимал свой флаг на одном из кораблей, вошедших в дивизию. Субординация в дивизии была простой: командир корабля выполнял приказания начальника дивизиона, который в свою очередь выполнял приказания начальника дивизии. При начальнике дивизии состоял его штаб, в который входили два — три флаг-офицера, два флагманских минных офицера, по одному офицеру-артиллеристу, штурману, инженер-механику, кораблестроителю, врачу и аудитору, а также необходимое число сигнальщиков, телеграфистов и писарей.
На Балтийском флоте в 1908 году были сформированы 1-я минная дивизия в составе 37 эсминцев и 2-я минная дивизия в составе 10 эсминцев и 16 миноносцев. В 1916 году, в ходе Первой мировой войны обе эти дивизии были сведены в одну. В 1922 году минная дивизия Балтийского флота была расформирована. На Черноморском флоте минная дивизия в составе 1 крейсера, 17 эсминцев и миноносцев и 4 подводных лодок была сформирована в 1911 году. В 1914 году она была переформирована в минную бригаду. В 1920—1921 годах минная дивизия в составе 10 эсминцев и 5 миноносцев существовала в составе Волжско-Каспийской военной флотилии, затем она была переформирована в отдельный дивизион эсминцев Морских сил Каспийского моря.
В 1940-х годах в Военно морском флоте ВС Союза ССР создавались дивизии эсминцев как соединения лёгких сил флота.